# هنا العاصمة (برنامج)
هنا العاصمة هو برنامج حواري أسبوعي تقدمها الإعلامية لميس الحديدي على قناة سي بي سي.

## ضيوف البرنامج
استضاف البرنامج عدة شخصيات شهيرة عربية مثل:
- أحمد زويل،[2]
- باسكال مشعلاني،[3] وغيرهم.